# کتاب ایقان
کتاب ایقان یکی از آثار مهم بهاءالله، پیامبر و شارع دین بهائی، است. بهاءالله در این کتاب در راستای اثبات حقانیت رسالت باب به شرح بعضی از مهمترین اصول آئین بهائی می‌پردازد. شوقی ربانی، کتاب ایقان را بعد از کتاب اقدس مهمترین اثر بهاءالله می‌داند. به عقیده او در بین آثار بهاءالله کتاب ایقان به تنهایی موانع دیرپا که قرنها موجب جدایی و دشمنی پیروان ادیان شده را از بین می‌برد و اساسی متین برای یگانگی آنها بنا می‌نهد.
کتاب ایقان خداوند را غیرقابل شناخت، دور از دسترس، منبع وحی، یکتا، ابدی، علیم، همیشه حاضر و قدیر می‌داند. این کتاب توضیح می‌دهد که حقایق دینی نسبی است و بر تداوم ظهور وحی در طول تاریخ تأکید می‌کند؛ بر یگانگی انبیاء، جهانی بودن پیامشان، یکسانی تعالیم بنیادینشان، تقدیس کتب آسمانیشان و دو جنبه مقامشان (جنبه انسانی و الهی پیامبر) تأکید می‌کند؛ بی بصیرتی و انحراف پیشوایان دینی و علمای مذهبی را تقبیح می‌کند؛ متون تمثیلی عهد جدید، آیات غامض و متشابهات قرآن و برخی اخبار و احادیث اسلامی را، که باعث ایجاد سوء تفاهمات و دشمنی و اختلاف بین پیروان ادیان بزرگ جهان شده‌اند، تشریح می‌کند. کتاب ایقان همچنین به بیان معانی مفاهیمی همچون رجعت، قیامت، خاتمیت، و رستاخیز می‌پردازد؛ شرایط ضروری برای سلوک عرفانی انسان را برمی‌شمرد و ادعای قائمیت سید علی‌محمد باب را اثبات می‌کند.

## تاریخچه
بهاءالله کتاب ایقان را در جواب سوالهای دایی باب، حاجی میرزا سید محمد که هنوز به خواهرزاده خود ایمان نداشت نوشت که در نهایت باعث ایمان او به آئین بابی شد. بهاءالله این اثر را اندکی قبل از اعلان رسالت خود در بغداد و در طی دو شبانه روز به رشته تحریر درآورد. کتاب ایقان حدوداً ۲۰۰ صفحه است و دو بخش اصلی دارد. کتاب در ابتدا به نام رساله خالُویه و رساله استدلالیه معروف بود. بهاءالله در عکّا نام آنرا ایقان (به معنی به یقین دانستن) گذاشت.
این کتاب کمی بعد از نگارش در سطح وسیعی نسخه برداری شد و در ایران در میان بابیان منتشر و باعث جذب بسیاری به بهاءالله گردید. نثرِ کتاب روان و برای افراد عادی و فاقد تحصیلات دینی قابل فهم است. کتاب ایقان به همراه آثار دیگرِ دورانِ تبعید ده ساله بهاءالله در عراق نظیر کلمات مکنونه، هفت وادی، چهار وادی و جواهر الاسرار نقش بسزایی در احیای جامعه به شدت سرکوب شده بابی ایفا نمود. این آثار به جوانب مختلفِ ایمان دینی می‌پردازند: هفت وادی و چهار وادی به جنبه معنوی و عرفانی دین و سلوک انسان در مراحل کسب کمالات معنوی می‌پردازند، کلمات مکنونه راه‌کردهای عملی یک زندگی اخلاق‌مند را مشخص می‌کند و جواهر الاسرار و کتاب ایقان مبانی و اصول اعتقادی آئین جدید را تشریح می‌کنند. شوقی ربانی، کتاب ایقان را بعد از کتاب اقدس مهمترین اثر بهاءالله می‌داند. به عقیده او در بین آثار بهاءالله کتاب ایقان به تنهایی موانع دیرپا که قرنها موجب جدایی و دشمنی پیروان ادیان شده را از بین می‌برد و اساسی متین برای یگانگی آنها بنا می‌نهد.

## محتوی
کتاب ایقان خداوند را غیرقابل شناخت، دور از دسترس، منبع وحی، یکتا، ابدی، علیم، همیشه حاضر و قدیر می‌داند. این کتاب توضیح می‌دهد که حقایق دینی نسبی است و بر تداوم ظهور وحی در طول تاریخ تأکید می‌کند؛ بر یگانگی انبیاء، جهانی بودن پیامشان، یکسانی تعالیم بنیادینشان، تقدیس کتب آسمانیشان و دو جنبه مقامشان (جنبه انسانی و الهی پیامبر) تأکید می‌کند؛ بی بصیرتی و انحراف پیشوایان دینی و علمای مذهبی را تقبیح می‌کند؛ متون تمثیلی عهد جدید، آیات غامض و متشابهات قرآن و برخی اخبار و احادیث اسلامی را، که باعث ایجاد سوء تفاهمات و دشمنی و اختلاف بین پیروان ادیان بزرگ جهان شده‌اند، تشریح می‌کند. کتاب ایقان همچنین به بیان معانی مفاهیمی همچون رجعت، قیامت، خاتمیت، و رستاخیز می‌پردازد؛ شرایط ضروری برای سلوک عرفانی انسان را برمی‌شمرد و ادعای قائمیت سید علی‌محمد باب را اثبات می‌کند.

### سیر تکاملی و وحدت ادیان
از مباحث مهم دیگر کتاب ایقان سیر تکاملی و وحدت ادیان است. حقیقت خداوند ماورای درک بشر است. او به تدریج در طول تاریخ بر حسب استعداد و نیازهای جوامع بشری اسماء و صفات خود را از طریق پیامبران متجلی می‌سازد. پیامبران در ادبیات بابی-بهائی «مظاهر ظهور» نامیده می‌شنوند و هر یک در یک دوره خاص با آموزه‌هایی مرتبط با شرایط زمانه و رسالتی مشخص ظاهر می‌شوند. در الهیات بهائی، مظاهر ظهور اراده الهی را به صورت تدریجی بیان می‌کنند و مهمترین عامل  تکامل اجتماعی بشر هستند. از این رو، ظهور وحی مستمر، تدریجی و تکاملی است و نوعی وحدت استعلایی بین ادیان حاکم است و مقام و حقیقت مظاهر ظهور یکی است.

### علل رویگردانی از پیامبران
بهاءالله در کتاب ایقان توضیح می‌دهد که در تاریخ ادیان همیشه یکی از علل اصلی روگردانی مردم از دین جدید، علمای دین قبل بوده‌است که به دلیل عدم درک کتب آسمانی یا به علت ترسِ از دست دادن جایگاه اجتماعی خود با پیامبر جدید مخالفت کرده و او را مورد اذیت و آزار قرار می‌دادند. عدم فهم نبوات کتب آسمانی ریشه در تفسیر تحت اللفظی (قشری) بعضی از آیات دارد. بهاءالله بیان می‌کند که بسیاری از آیات کتب مقدسه جنبه نمادین دارند و نباید به صورت ظاهری تعبیر شوند. به عنوان مثال مسیحیان بازگشت دوباره مسیح را با فروریختن ستارگان همراه می‌دانند و معتقدند او از آسمان و سوار بر ابر بر زمین فرود خواهد آمد (متی ۲۴:۲۹–۳۱)، همچنین مسلمانان انتظار دارند قیامت با زنده شدن مردگان و بعضی دگرگونی‌های بنیادین همراه باشد. کتاب ایقان بسیاری از آیات قرآن (آیات متشابهات)، انجیل، احادیث و اخبار اسلامی را تفسیر می‌کند از جمله به بسط معانیِ رجعت، خاتمیت، یوم الجزاء و قیامت و علائم آن همچون زنده شدن مردگان، تاریک شدن خورشید و ماه، فروریختن ستارگان، ظهور سختی و شدت می‌پردازد.
بهاءالله می‌گوید علاوه بر عدم فهم آیات الهی، معیارها و انتظارات نادرست بشری نیز باعث روگردانی از پیامبران می‌شود. برای مثال مؤمنان از موعود انتظار قدرت، سلطنت و تفوق ظاهری دارند (مانند انتظارات شیعیان از مهدی یا یهودیان از مسیح)، در حالی که معنای این آیات، ظهور قدرت و سلطنت معنوی است. معیارهای بشری اراده الهی را محدود نمی‌کنند. خداوند کسی چون موسی را که مرتکب قتل شده یا مسیح را که معلوم نیست پدرش کیست به پیامبری برمی‌گزیند، به محمد دستور می‌دهد قبله را از اورشلیم به کعبه در مکه تغییر دهد، یا بسیاری از سنتهای موجود را بشکند. در زمان پیامبران پیش همه اینها مردم را به امتحان می‌انداخت و سبب اعراضشان می‌شد. خداوند بندگان را با آمدن پیامبری جدید می‌آزماید. فقط کسانی که به حق توکل کرده و از معیارهای بشری برای قضاوت فرستادگان خداوند استفاده نکنند و قلوبشان را از معیارهای دنیوی پاک گردانند موفق به ایمان می‌شوند.

### معنای قیامت
به تفسیر کتاب ایقان، روز قیامت یا آخرالزمان با آغاز دعوت یک پیامبر آغاز می‌شود، زمانی که دوره دین کهنه به انتهاء می‌رسد و دوره ای تازه آغاز می‌گردد. لقاءالله در روز قیامت که در کتب مقدسه ادیان به آن وعده داده شده، دیدار با مظهر ظهور الهی (پیامبر) است. پیروان دین پیشین با ایمان یا اعراض خود از پیامبر نوظهور، مورد داوری روحانی قرار می‌گیرند. از این رو به روز قیامت روز حساب گفته می‌شود. رستاخیز یا زنده شدن، حیات تازه معنوی یافتن از طریق ایمان به پیامبر جدید است.

### راستی آزمایی رسالت باب
کتاب ایقان به اثبات قائمیت سید علی‌محمد باب می‌پردازد و آن را با انتظارات سنتی شیعیان آشتی می‌دهد. بهاءالله دلائل روگردانی همیشگی بشر از پیامبران را در طول تاریخ شرح داده و آنها را با روگردانی مردم نسل حاضر از باب تطبیق می‌دهد. مسلمانانی که باب را نپذیرفتند همان کاری را کردند که یهودیان علیه مسیح و مسیحیان و یهودیان علیه محمد کردند. بهاءالله همچنین در این اثر دلائل حقانیت پیامبران را برمی‌شمرد و همه را در مورد باب نیز صادق می‌داند. این دلائل عبارتند از: وجود خود پیامبر، آیاتی که به عنوان کتاب نازل می‌کند، استقامت پیامبر در اعلان دیانت جدید علیرغم تمام مخالفت‌ها و اذیت و آزارها، نیروی تقلیب کننده پیامبر بر پیروان خود، استقامت و آمادگی پیروان برای جانفشانی در راه آرمانها و آموزه‌های نوین پیامبر، و برآمده شدن نبوات مانند تفوق و سلطنت موعود، و ظهور علائم روز رستاخیز. بهاءالله در کتاب ایقان چندین حدیث از منابع شیعی نقل می‌کند که قائم را، نه شخصیتی ظاهراً پیروز و مقتدر که، شخصیتی مطرود و جفا کشیده معرفی می‌کنند که پیروان ایرانی و غیرایرانی او به شدت سرکوب خواهند شد. بهاءالله همچنین با بازگویی داستان مظلومیت و مصلوب شدن مسیح و در عین حال غلبه معنوی او امکان پیروزی معنوی باب را با وجود دوره طولانی زندان و در نهایت اعدام او، نشان می‌دهد.

### شرایط سالک
بهاءالله در کتاب ایقان در توضیح شرایطِ سالک برای درک اسرار قیامت و شناسایی پیام‌آور آسمانیِ عصر خود چندین اصل اخلاقی را ضروری می‌داند. این اصول عبارتند از: پاکی و صفای قلب، وارستگی و عدم تعلق قلب به امور زودگذر دنیوی، زدودن آثار علاقه و کینه از قلب، جستجوی مستقل حقیقت به جای پیروی کورکورانه از گفته‌ها و شنیده‌های دیگران، توکل به خداوند و گسستن از دنیا، فروتنی، پرهیز از افتخار و غرور و تکبر، صبوری، پرهیز از تکلم بی‌فائده، قناعت، دوری از حرص، احتراز کامل از غیبت، پارسایی، نیکوکاری، مهربانی به حیوانات، از خود گذشتگی، استقامت در راه خداوند با وجود اعراض و انکار مردم، وفای به عهد، دوسویگی (آنچه برای خود نمی‌پسندد برای غیر نپسندد)، گذشت و طلب مغفرت برای خطاکاران و پرهیز از قضاوت دیگران.

## چاپ کتاب
کتاب ایقان نخستین کتاب آئین بهائی بود که در زمان بهاءالله به چاپ رسید. این کتاب در بمبئیِ هند و در اولیل دهه ۱۸۸۰ میلادی چاپ سنگی شد. چاپ دوم کتاب نیز چاپ سنگی بود که در سال ۱۸۹۳ و به قلم مشکین قلم، خطاط بهائی، انجام شد. کتاب ایقان قبل از چاپ سنگی، به مدت دو دهه در سطح وسیعی بین بهائیان به صورت دستی نسخه برداری می‌شد. بعضی از این نسخه‌های خطی دارای خطاهای نگارشی بودند. بهاءالله در طی لوحی به یکی از پیروانش به این موضوع اشاره می‌کند او برای حل این مشکل اقدام به نظارت بر طرحی برای تولید چندین نسخه مادرِ معتبر نمود. چاپ اول کتاب نیز احتمالاً در راستای همگون سازی نسخه‌های خطی بوده‌است. نهایتاً اولین نسخه رسمی حروفچینی شده کتاب در سال ۱۹۰۰ در مصر چاپ شد و چاپ‌های بعدی کتاب از این نسخه حروفچینی شده نسخه برداری کردند.

### اشتباهات در چاپ نخست
در نخستین چاپ سنگی کتاب ایقان در بمبئی، تعدادی از آیات قرآن به صورت غیر دقیق نقل شده بودند که با دستور بهاءالله در نسخه‌های بعدی با اصل آیات تطبیق داده شدند. منتقدان بهائیت این اشتباهات را به عنوان دلیلی برای وحیانی‌نبودن این کتاب ذکر می‌کردند، چون وحی الهی باید خالی از اشکال باشد. عدم تطابق دقیق با آیات قرآن جزئی و ارجاعی است و احتمالاً نشان‌دهندهٔ بازگویی براساس حافظه است؛ وگرنه در هر مورد مشخص است که منظور کدام آیه قرآن هست.

## سبک نگارش
کتاب ایقان نثر فارسی روانی دارد و برای افراد عادی و فاقد تحصیلات دینی قابل فهم است. ادوارد براون، خاورشناس انگلیسی، کتاب را: «اثری شایسته، با سبکی پرصلابت، روشن در استدلال، مجاب‌کننده در اثبات» توصیف می‌کند که در آن دانش «انجیل، قرآن و احادیث» به فراوانی دیده می‌شود.

### یادکردها
1. 1 2  Effendi, Shoghi (1944). God Passes By. Wilmette, Illinois, USA: Bahá'í Publishing Trust. p. 138. ISBN 0-87743-020-9.
2. 1 2 3  Buck, Christopher (1991). "Bahá'u'lláh as "World Reformer"" (PDF). Baháʼí Studies. Journal of Bahá’í Studies. 3 (4). Archived from the original (PDF) on 19 April 2016. Retrieved 2020-05-01.{{cite journal}}:  نگهداری یادکرد:تاریخ و سال (link)
3. 1 2  Buck, Christopher (1995). Symbol & Secret: Qur'án Commentary in Bahá'u'lláh's Kitáb-i-Iqán. Los Angeles, USA: Kalimát Press. p. 44. ISBN 0-933770-80-4.
4. 1 2 3 4 5 6 7 8 9 10  Smith, Peter (2008). An introduction to the Baha'i faith (به انگلیسی). Cambridge; New York: Cambridge University Press. p. 21.
5. 1 2 3 4 5 6  Sholeh Quinn and Stephen N. Lambden (May 2000). "KETĀB-E IQĀN". Encyclopædia Iranica. Vol. Online. Retrieved 1 May 2010.{{cite encyclopedia}}:  نگهداری یادکرد:تاریخ و سال (link)
6. 1 2  Smith, Peter (2008). An introduction to the Baha'i faith (به انگلیسی). Cambridge; New York: Cambridge University Press. p. 20.
7. 1 2  Moojan Momen (April 2016). "MAẒHAR-E ELĀHI". Encyclopedia Iranica. Vol. Online Edition. Retrieved 1 May 2020.
8. 1 2 3 4  Smith, Peter (2008). An introduction to the Baha'i faith (به انگلیسی). Cambridge; New York: Cambridge University Press. p. 22.
9. 1 2  Dr. Christopher Buck, Michigan State University, The Kitab-i Iqan: An Introduction to Baha'u'llah's Book of Certitude with Two Digital Reprints of Early Lithographs
10. ↑  Buck, C. (1995). Symbol and Secret: Qur'an Commentary in Bahá'u'lláh's Kitáb-i Íqán. Studies in the Bábí and Bahá'í religions (به ایرلندی). Kalimát Press. p. ۱۴۰. Retrieved 2020-05-05.‏
11. ↑  E. G. Browne, Selections from the Writings of E. G. Browne on the Babi and Baha'i Religions, ed. by Moojan Momen (Oxford: George Ronald, 1987) 254

## برای مطالعهٔ بیشتر
- Dunbar, Hooper C. (1998). A Companion to the Study of the Kitáb-i-Íqán. Oxford, United Kingdom: George Ronald. ISBN 0-85398-430-1.
- Ishraq-Khavari, 'Abdu'l-Hamid (1972). Qamus-i Iqan. 4 volumes (in Farsi; used in the annotations section of Hooper Dunbar's book).
- Mírzá Abu'l-Faḍl (1898). Fara'id (The Peerless Gems).
- Naghdy, Fazel (2012). A tutorial on the Kitáb-i-Íqán: A journey through the Book of Certitude. CreateSpace Independent Publishing Platform. ISBN 978-1-4663-1100-8.
- Hatcher, J.S. (1997). The Ocean of His Words: A Reader's Guide to the Art of Bahá'u'lláh. Wilmette, Illinois, USA: Baháʼí Publishing Trust. ISBN 0-87743-259-7.
- Saiedi, Nader (2000). "Chapter 4: The Kitab-i-Iqan: Context and Order; chapter 5: The Kitab-i-Iqan: Theology Revolutionized". Logos and Civilization - Spirit, History, and Order in the Writings of Bahá'u'lláh. USA: University Press of Maryland and Association for Baháʼí Studies. pp. 113–174. ISBN 1-883053-60-9. OL 8685020M.
- Taherzadeh, Adib (1976). The Revelation of Bahá'u'lláh, Volume 1: Baghdad 1853-63. Oxford, UK: George Ronald. ISBN 0-85398-270-8.
- Winters, Jonah (Winter 1999). "Review (of) Symbol and Secret: Qur'án Commentary in Bahá'u'lláh's Kitáb-i Íqán by Christopher Buck (and of) Revisioning the Sacred: New Perspectives on a Baháʼí Theology by Jack McLean". مطالعات ایرانی (نشریه). گروه تیلور و فرانسیس. 32 (1): 141–145. JSTOR 4311219.
- Related documents on bahai-library.com